# Catorce regiones

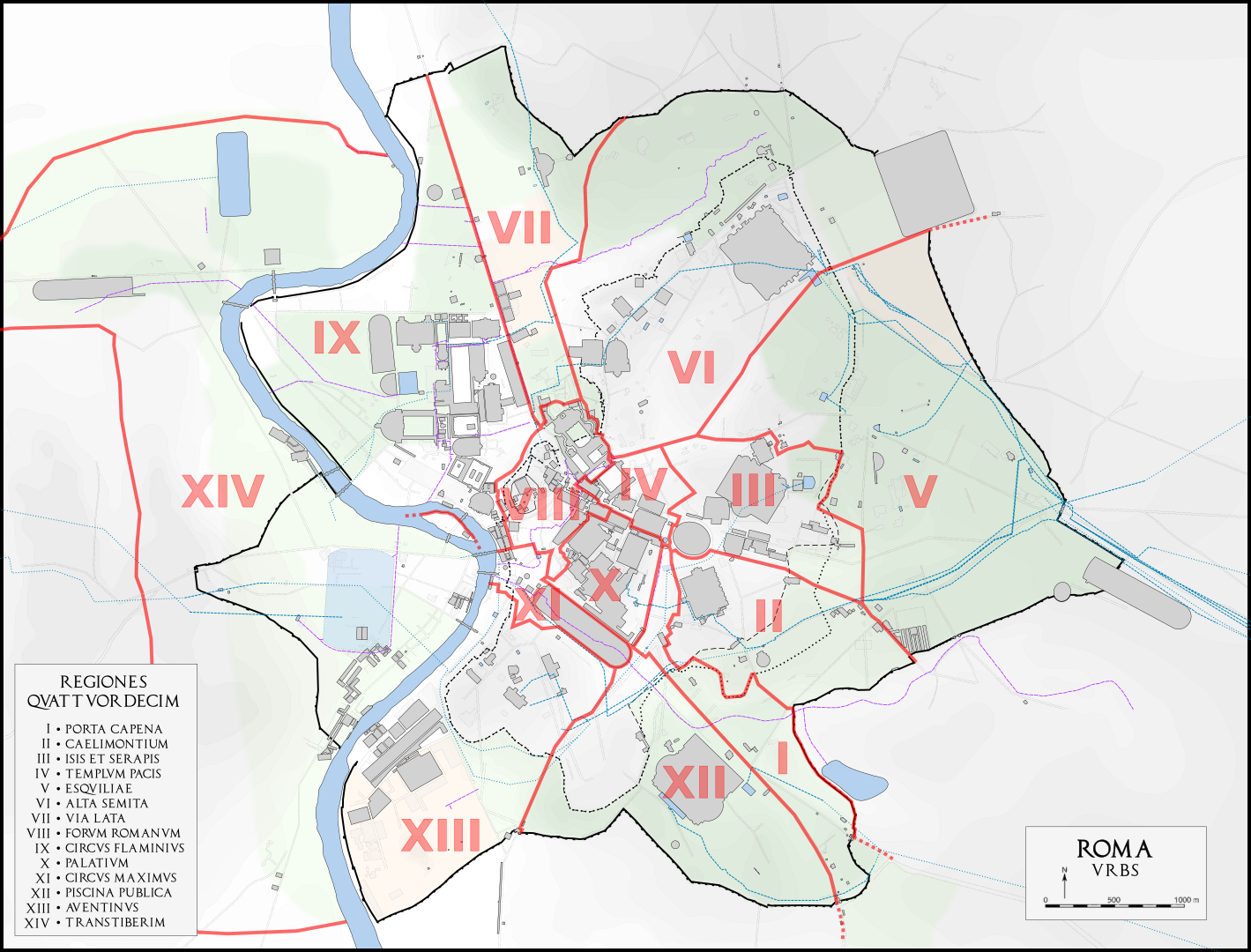
Plano de las catorce regiones en las que se dividía la Roma antigua desde los tiempos de Augusto

Las catorce regiones  fueron cada una de las divisiones en las que Augusto organizó la ciudad de Roma para su gestión. Estaban divididas en vici y estuvieron en vigor hasta el siglo VII. Los límites de cada región se conocen para el siglo IV gracias a la Descripción de las catorce regiones de Roma.

## Origen
Las catorce regiones, el doble de las colinas tradicionales, fueron organizadas por el emperador Augusto en el año 7 a. C. cuando reformó la administración municipal. Esta circunstancia llevó a denominar a la ciudad Urbs regionum XIV o Urbs sacra regionum XIV.

## Organización
Las regiones fueron divididas a su vez en vici y se instituyeron nuevos magistrados. Los magistri vicorum, elegidos de entre los ciudadanos comunes, fueron originalmente cuatro para cada vicus. Más tarde se fijó un total de cuarenta y ocho por cada región con independencia del número de vici. A los magistri se añadieron dos curatores. Todos estos magistrados tenían principalmente funciones religiosas, mientras que la administración municipal regular estaba en manos de altos funcionarios.
Fueron conocidas en principio solo por un número. Los nombres que aparecen en la Descripción de las catorce regiones de Roma se fueron añadiendo en distintas épocas sin duda como resultado del uso popular. Sin embargo, también es posible considerar que son un descuido de posteriores editores de la Descripción, puesto que estos nombres no aparecen en autores clásicos o inscripciones.
Esta división continuó en vigor hasta que en el siglo VII se sustituyó por una división eclesiástica en siete regiones y de ahí se pasó a la diferente organización de la ciudad en la Edad Media.

## Estructura
Con la Descripción es posible saber con cierta aproximación cuales eran los límites de las regiones en el siglo IV. Para épocas anteriores es una tarea más azarosa, ya que al menos los límites exteriores se habrían extendido desde que Augusto estableciera las regiones. Sin embargo, es posible tener algunas ideas por diversas pistas arqueológicas como los cippi encontrados de época de Claudio, Vespasiano o Adriano que iban marcando la extensión del pomerium, los límites aduaneros de época de Cómodo y una lista de vici fechada en el año 136. Plinio el Viejo describió brevemente la Roma de su tiempo.
La línea de la muralla serviana no fue uasado de límite entre todas las regiones adyacentes. Las III, IV, VIII y XI parece que siempre estuvieron limitadas por esa línea del lado interno, mientras que las V, VII y IX lo estuvieron por el externo. Las I, II, VI, XII y XIII en cambio abarcaban terreno a ambos lados. Tampoco hubo coincidencia con la muralla de Aureliano, ni con todos los límites exteriores posteriores.

## Descripción

### RegioI Porta Capena

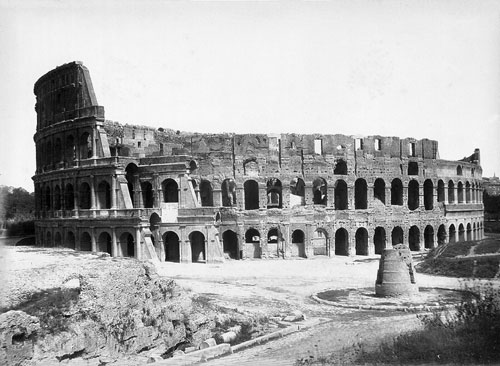
Fotografía de 1858 en la que todavía se pueden ver los restos de la fuente Meta Sudans abajo a la derecha. Esta fuente era probablemente el punto de convergencia de varios límites regionales.

Su nombre procede de la puerta homónima de la muralla serviana. Fue un barrio de forma irregular que comenzaba en la esquina este del Palatino, estaba delimitado al oeste por esta colina y corría hacia el sur hasta algo más allá de la porta Capena entre dos líneas que no distaban más de ciento cincuenta metros en promedio. Más allá del Aventino se ensanchaba considerablemente y se extendía hasta la orilla del Almo, a cierta distancia más allá de la muralla aureliana. Es posible que las regiones I, II, III, IV y X convergieran en un punto próximo a la fuente Meta Sudans.

### RegioII Caelimontium
Esta región incluía la mayor parte del Celio y estaba delimitada por la Regio I, la muralla de Aureliano y la calle recta que iba desde el Coliseo hasta la porta Caelimontana y la porta Asinaria.

### RegioIII Isis et Serapis
Tomaba su nombre de los sendos templos erigidos a las deidades egipcias Isis y Serapis dentro de su perímetro e incluía el valle del Coliseo y el Opio. Estaba delimitada por la región II, la muralla serviana, el clivus Suburanus desde el oeste de la porta Esquilina y la prolongación de su línea hasta un punto al norte del Coliseo donde giraba al sur hacia Meta Sudans. Esta línea de la porta Esquilina era el límite sur de la Regio IV.

### RegioIV Templum Pacis

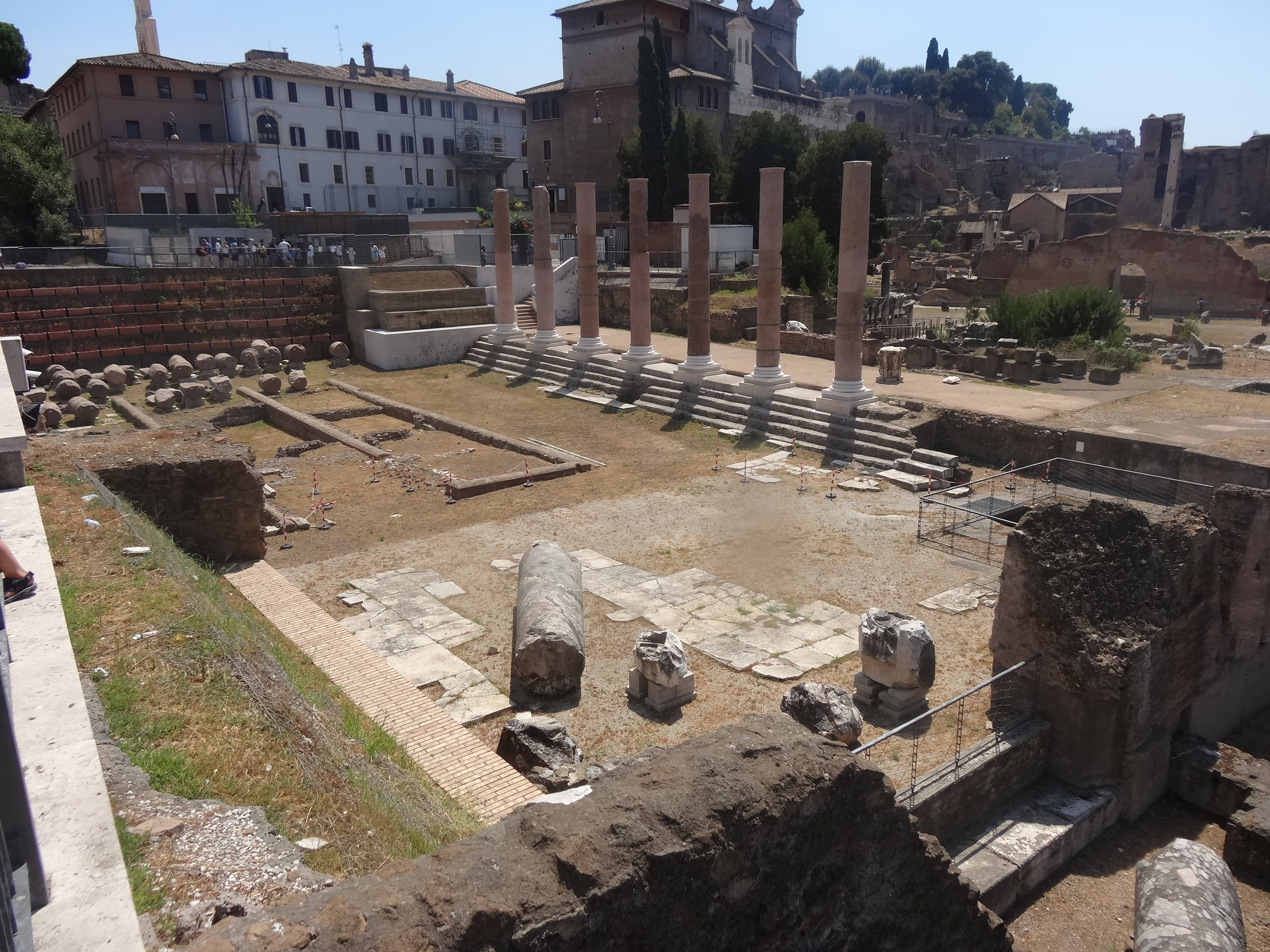
Ruinas del templo de la Paz que daba nombre a una de las catorce regiones de la Roma augústea.

Incluía la vía Sacra, el atrium Vestae, la Subura y el Cispio. Sus límites fueron la muralla serviana, el vicus Patricius desde la porta Viminalis hasta un punto cercano a la Subura (donde parece que se curvaba al norte), pasaba luego entre el foro de Nerva y el foro de Vespasiano y teminaba rodeando la parte norte del foro de Roma.

### RegioV Esquiliae
Era el sector oriental de la ciudad y se encontraba fuera de las murallas servianas y al norte de la vía Asinaria. En época de Augusto, el campus Viminales y probablemente todo el espacio entre la vía Tiburtina y la vía Salaria se encontraban fuera de la ciudad. Nada de todo esto se incluyó en esta región hasta la época de Vespasiano. El límite estaba a unos trescientos o cuatrocientos metros más allá de la muralla de Aureliano en el sur, pero en el siglo IV coincidió con él desde un punto al sur de la vía Labicana hasta el lado sur de los Castra Praetoria.

### RegioVI Alta Semita
Se llamaba así por una calle que seguía la cresta del Quirinal. Limitada al sur y al sudoeste por la Regio IV, incluía originalmente el Quirinal, desde los foros imperiales hasta la muralla serviana (entre la porta Viminalis y la porta Collina), y se extendía lo bastante al oeste como para incluir los horti Sallustiani y lo bastante al norte como para llegar más allá de la línea de la muralla de Aureliano. En el siglo IV, después de que los Castra Praetoria se convirtieran en parte de la ciudad, el límite de esta región coincidió con la muralla aureliana desde el sur de la porta Salaria rodeando los Castra Praetoria. Desde un punto un poco al oeste de la porta Pinciana, el límite corría casi hasta el sur del foro de Trajano.

### RegioVII Via Lata
Estaba limitada por la vía Lata y el límite occidental de la Regio VI.

### RegioVIII Forum Romanorum vel Magnum

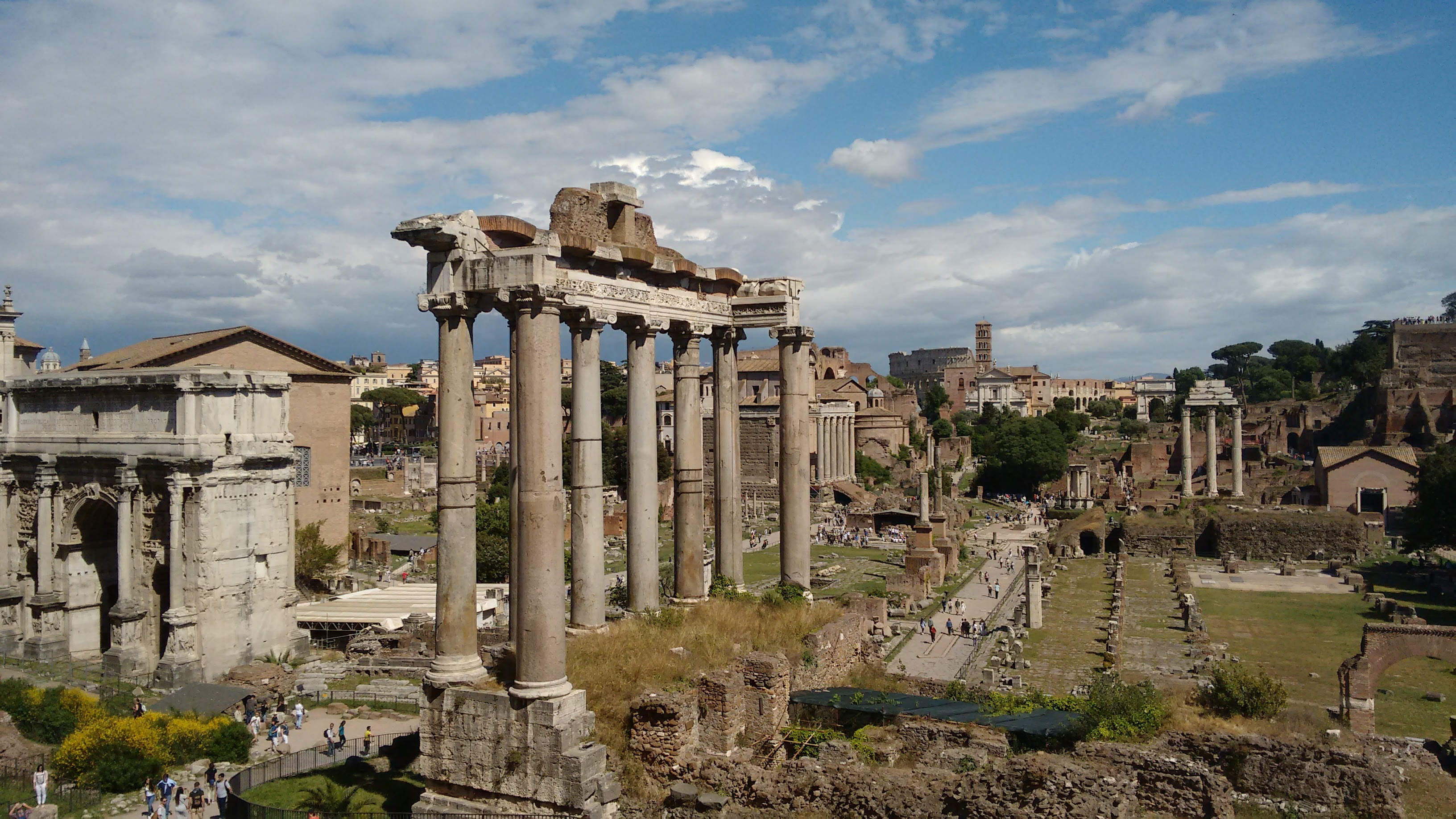
El Foro fue el centro de la vida social y política de la Roma republicana. Dio nombre al Regio VIII. Vista desde el monte Tarpeo.

Fue una región irregular que incluía el Foro, aunque no toda la vía Sacra, los foros imperiales, el Capitolio y el área sur de este último. Se extendía hasta un línea trazada al norte del foro Boario hasta el extremo este del atrium Vestae a través del Velabrum.

### RegioIX Circus Flaminius
Incluía todo el territorio entre la muralla serviana, la vía Flaminia y el Tíber.

### RegioX Palatium
Conformada por el Palatino, dentro de los límites del primitivo pomerium descritos por Tácito.

### RegioXI Circus Maximus
Contenía el Circus Maximus y estuvo delimitada por el Tíber y las regiones VIII, IX, X, XII y XIII.

### RegioXII Piscina Publica
Llamada así por tener dentro de sus límites una cisterna o unos baños públicos. Incluía la parte oriental del Aventino y estuvo delimitada por la vía Apia, la Regio I, la muralla de Aureliano, el vicus portae Raudusculanae y el vicus Piscinae Publicae.

### RegioXIII Aventinus
Formada por el Aventino y el distrito al sur de él entre las regiones XI y XII, la muralla de Aureliano y el Tíber.

### RegioXIV Trans Tiberim
Comprendía toda la ciudad de la margen derecha del Tíber y la isla Tiberina. Los límites de esta región no se pueden determinar, pero incluía mucho más que el territorio que estaba dentro de la muralla de Aureliano. Se extendía hacia el sur hasta el templo de Fors Fortuna y hacia el norte lo bastante lejos como para incluir el área del Vaticano.